# Limnomysis benedeni
Limnomysis benedeni är en kräftdjursart som beskrevs av Voldemar Czerniavsky 1882. Limnomysis benedeni är den enda arten i släktet Limnomysis som tillhör familjen Mysidae. Arten har ej påträffats i Sverige.